# Ascocoryne
Ascocoryne — рід грибів родини Helotiaceae. Назва вперше опублікована 1967 року.

## Класифікація
До роду Ascocoryne відносять 9 видів:
- Ascocoryne albida
- Ascocoryne cylichnium
- Ascocoryne javanica
- Ascocoryne microspora
- Ascocoryne sarcoides
- Ascocoryne solitaria
- Ascocoryne striata
- Ascocoryne trichophora
- Ascocoryne turficola